# Bruno Temponi
Bruno Temponi Araújo (Governador Valadares, 11 de fevereiro de 1986) é um voleibolista indoor brasileiro, atuante na posição de Ponta  com vasta experiência em clubes de voleibol nacional e internacional, por estes conquistou a medalha de bronze no Campeonato Sul-Americanos de Clubes de 2023 no Brasil.

## Carreira
O início no voleibol deu-se aos 11 anos de idade num projeto na Sociedade Recreativa Filadélfia e e antes da profissionalização, permaneceu por três anos em Domingos Martins, no estado do Espírito Santo, participando de torneios escolares, e chegou a competir a nível estadual, obtendo alguns títulos. Quando regressou a sua cidade natal, passou a estudar no  Colégio Ibituruna, onde participou de jogos escolares e disputou o Campeonato Brasileiro de Seleções; após tal período, foi convidado para compor nas categorias de base na equipe do Bom Jesus/IELUSC de Joinville
Na temporada 2003-04 atuou pelo Intelbrás/São José , também jogou nas categorias de base do Tigre/Unisul/Joinville.
Na jornada seguinte disputou pelo Wizard/Campinas as competições de 2005-06, terminou em quinto lugar no Campeonato Paulista de 2005,  bronze na Copa São Paulo de 2005 e nos Jogos Abertos do Interior, ouro nos Jogos Regionais , ambos em 2005.Disputou a Liga Nacional de 2005 quando obteve o bronze  e para Superliga Brasileira A 2005-06 terminou na sétima colocação.
Nas competições de 2007-08 defendeu o Álvares /Vitória, disputando a Superliga Brasileira 2007-08 encerrando na décima segunda posição.Na temporada 2008-09, transferiu-se para o clube português do Vitória de Guimaraese conquistou na temporada 2008-09 o título da Taça de Portugal e o vice-campeonato da Liga A Portuguesa e por este clube disputou a Liga dos Campeões da Europa 2008-09, avançando a fase das oitavas de final.
Foi repatriado ainda na jornada 2009-10 pela Fátima/Medquímica/UCS  época que recebeu convocação para Seleção Brasileira, para disputar pela primeira vez o Universíada de Verão realizado em  Belgrado em 2009 e conquistou a medalha de prata e na jornada 2010-11 foi para o voleibol italiano e jogou pelo Volley Segrate 1978 na Série A2, depois voltou atuar no Brasil pelo Vivo/Minas e terminou na terceira posição na Superliga Brasileira A 2011-12.
No período de 2012-13 jogou pelo  Vôlei Futuro, e em 2013-14 pelo Kappesberg/Canoas.Atuou no voleibol italiano em mais uma temporada, desta vez nas competições de 2014-15 pelo Revivre Milano.
Na temporada de 2015-16 voltou ao país e jogou pelo Bento Vôlei/Isabela, no ano seguinte foi contratado pelo Vôlei Brasil Kirin/Campinas para temporada temporada 2016-17, vice-campeão da Supercopa Brasileira de 20916 e foi semifinalista da Copa Brasil de 2017 em Campinas e semifinalista na Superliga Brasileira A 2016-17 finalizando na quarta colocação.
Disputou o período esportivo de 2017-18 pelo time francês do Spacer's Toulouse Volley e em 2018-19 atuou pelo Vôlei Renata. Em 2019-20 foi contratado pelo Anápolis Vôleie o time foi convidado da disputar o Campeonato Mineiro de 2019 e terminou na quarta posição e disputou a Superliga Brasileira B 2020
Retornou ao Vôlei Renata e competiu nas temporadas 2020-21 e 2021-22, sendo vice-campeão da Copa Brasil de 2022. Na temporada 2022-23 foi contratado pelo Café Vasconcelos/ Araguari Vôlei e conquistou a medalha de bronze no Campeonato Sul-Americano de Clubes de 2023 realizado em Araguari e foi premiado como melhor ponteiro do campeonato.

## Títulos e Resultados
- Copa Brasil:2022
- Superliga Brasileira-Série A:2011-12
- Superliga Brasileira-Série A:2016-17
- Supercopa Brasileira:2016
- Liga A Portuguesa: 2008-09
- Taça de Portugal: 2008-09
- Liga Nacional:2005
- Copa São Paulo:2005

## Premiações individuais
- Melhor ponteiro do Campeonato Sul-Americano de Clubes de 2023